# Pete Trewavas
Pete John Trewavas (ur. 15 stycznia 1959, w Middlesbrough, North Yorkshire w Anglii) – angielski muzyk, basista zespołu Marillion, do którego dołączył 28 marca 1982 roku.
Urodził się w Middlesbrough, większość swojego dzieciństwa spędził w Aylesbury (Buckinghamshire). Grał tam w kilku zespołach takich jak Orthi, The Robins, Tamberlane, Heartbeat, East Goes West, lecz największy sukces przyniosła mu gra w grupie The Metros.
Podczas długiej współpracy z Marillion, Trewavas był także członkiem progresywnej super-grupy Transatlantic. W roku 2004 założył zespół Kino razem z Johnem Mitchellem (Arena), Johnem Beckiem (It Bites) i Chrisem Maitlandem (Porcupine Tree).
Ważniejsze zespoły i artyści, którzy współpracowali z Pete’em:
- 1980-1982 – The Metros
- 1982 do dziś – Marillion
- 1986 – Steve Hackett – Feedback
- 1996 – Iris - Crossing the Desert
- 1996 – Wishing Tree - Carnival of Souls
- 2000 – Transatlantic – SMPT:e
- 2001 – Ian Mosley & Ben Castle – Postmankind
- 2001 – Transatlantic – Bridge Across Forever
- 2005 – Kino – Picture
- 2009 – Transatlantic – The Whirlwind
- 2014 - Transatlantic - Kaleidoscope